# József Katona

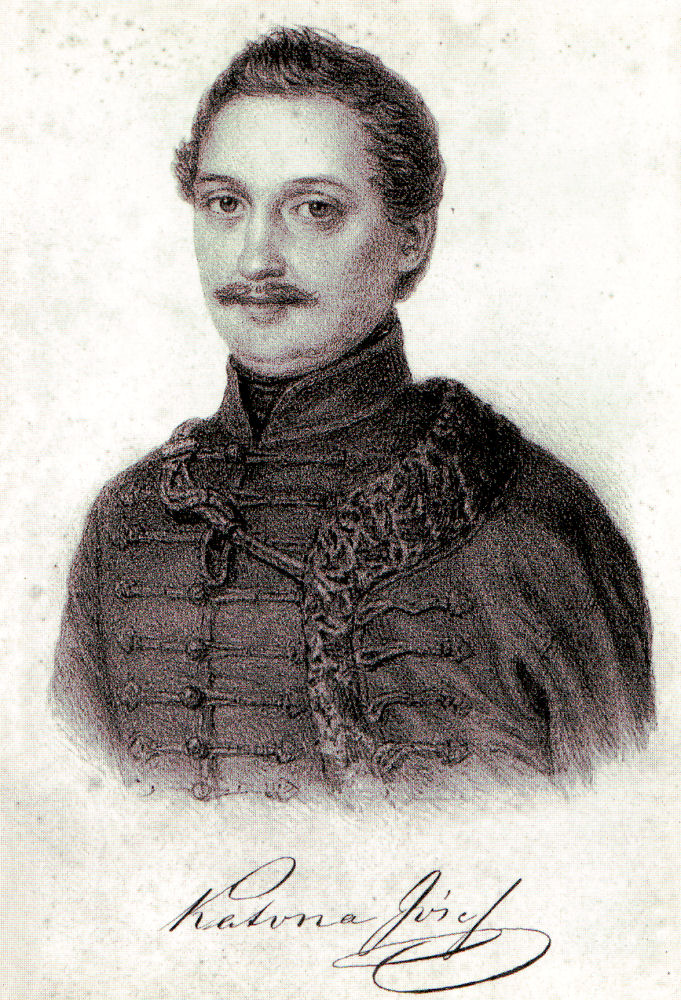
József Katona, litografi av Miklós Barabás.

József Katona, född den 11 november 1791 i Kecskemét, död där den 16 april 1830, var en ungersk dramatiker.
Katona började sin bana som advokat, men drogs till teatern. Han verkade som översättare och skådespelare, och skrev en mängd dramatiska arbeten. Hans huvudverk, Bánk bán (1815, uruppförande 1821), är ett historiskt drama med aktuella paralleller till landets politiska situation under första halvan av 1800-talet och har blivit Ungerns nationaldrama. Det handlar om mordet år 1213 på kung Andreas II:s tyska hustru Gertrudis, en representant för de förhatliga främlingarnas närvaro i landet. Pjäsen uppskattades dock inte av Katonas samtid, och han drog sig bitter tillbaka som statsämbetsman till sin födelsestad Kecskemét.